# David Pommer
David Pommer (8 marzo 1993) è un ex combinatista nordico austriaco.

## Biografia
In Coppa del Mondo di combinata nordica ha esordito il 20 gennaio 2013 a Seefeld in Tirol (45°) e ha ottenuto l'unico podio il 2 dicembre 2016 a Lillehammer (3°). Ai Mondiali di Lahti 2017, suo esordio iridato, si è classificato 16º nel trampolino normale e 8º nel trampolino lungo.

## Palmarès

### Mondiali juniores
- 1 medaglia:
  - 1 oro (gara a squadre a Erzurum 2012)

### Coppa del Mondo
- Miglior piazzamento in classifica generale: 21º nel 2017
- 1 podio (a squadre):
  - 1 terzo posto

### Campionati austriaci
- 3 medaglie[1]:
  - 1 argento (LH/10 km nel 2017)
  - 2 bronzi (LH nel 2014; NH/10 km nel 2017)